# Олга Богдановић Милуновић
Олга Богдановић Милуновић (Београд, 12. фебруар 1913. — Београд, 1993.) била је српска сликарка.

## Биографија
Олга Богдановић је завршила је Уметничку школу у Београду. Између два рата боравила је у Паризу, где 1931. упознаје Мила Милуновића, са којим се венчала 1932. у цркви Светог Петра и Павла на Топчидеру. Кум на венчању им је био Павле Бељански.
После рата, пре коначног пресељења у Београд 1948, Олга живи и ствара на Цетињу. Слика (уља, пастеле и аквареле) у духу интимистичког сликарства, које је усвојила за време боравка у Паризу. Реално дефинисане предмете временом трансфигурира у асоцијативне форме, које су карактеристичне за њене радове са мотивима пејзажа. Уз пејзаже, слика и мртву природу, у јасном колориту и постимпресионистичким начином.
Била је чланица УЛУЦГ-а од 1947. и УЛУС-а од 1957. године.

## Најзначајнији радови

### Пејзажи
- Виноград, 1938;
- Кућа у Светом Стефану, 1950;
- Предео са Саве;
- Београдска ложионица;
- Цетиње, 1962.

### Портрети
- Дјевојчица, 1957.[2]

## Самосталне изложбе
- Београд (1956, 1960, 1964, 1967, 1968);
- Будва (1972);
- Нови Сад (постхумно 2016).